# بخش جوزار
بخش جوزار در شهرستان ممسنی در استان فارس در تاریخ ۹۷/۱۲/۲۵ از ارتقا دهستان جوزار برابر مصوبه هیئت دولت تشکیل شد.

## مردم
مردم این بخش لر هستند و به زبان لری سخن می گویند.

## تقسیمات کشوری
- بخش جوزار
- دهستان پراشکفت
- دهستان جوزار

## جمعیت
بر اساس سرشماری سال ۱۳۹۵ جمعیت این بخش ۷،۰۳۷ نفر بوده است.